# Bonding (textilní technika)
Bonding (angl. bonding = lepení) je trvalé spojení dvou nebo více plošných textilií (tkaných, pletených, netkaných) lepidlem nebo termoplastem. Ke spojení většinou nedochází po celé ploše, ale na určitých bodech nebo pruzích.
Textilie spojené bondingem mohou být měkké, ohebné a poměrně lehké (cca do 200 g/m²).

## Druhy pojiv
K nejpoužívanějším formám pojiv patří: rozpouštědla, vodné roztoky, termoplasty, prášek, reaktivní kapaliny
Světová výroba pojiv pro bonding se na začátku 21. století odhadovala na 400 000 tun ročně.
Výběr vhodného druhu pojiva je závislý zejména na spojovaném materiálu a na použití hotového výrobku. K relevantním vlastnostem pojiva patří zejména pevnost ve skluzu a v odlupování. Z mnoha druhů pojiv vlastní pevnost např.:
| Materiál   | Skluz (MPa) | Odlupování (N/m) |
| ---------- | ----------- | ---------------- |
| guma       | 0,3 - 7     | 1000 - 7000      |
| polyuretan | 6 - 17      | 2000 - 10000     |
| epoxid     | 14 - 50     | 700 - 18000      |

## Způsoby nanášení pojiva
- Válcové: Válcem s rýhami, s tečkovitým nebo jiným vzorem se nanáší lepkavá hmota, přebytek se zachycuje stěrkou
- Válcovou šablonou: Stejná technologie jako rotační tisk, namísto pasty se používá disperzní lepidlo
- Taveninou: Polyethylenový prášek se taví v horkém pásmu nanášecího zařízení.

## Použití textilií spojených bondingem
| tkaniny    | ochranné a civilní oděvy, nabytkové t., kabiny aut, popruhy |
| pleteniny  | bandáže, kompozity, lodní plachty, přílby, ochranné oděvy   |
| netkané t. | pleny, vložky, filtry, podšívky                             |
| lamináty   | membrány, stany, nádoby, podklady na koberce, plachty       |